# 아유슈만 쿠라나
아유슈만 쿠라나(Ayushmann Khurrana, 1984년 9월 14일 ~ )는 인도의 배우이자 가수이다.

## 출연 작품
- 드림걸: 수상한 콜센터 (2019)
- 블라인드 멜로디 (2018)
- 메리 피아리 빈두 (2017)
- 하와이짜다 (2015)
- 아내 업고 달리기 (2015)
- 베와쿠피얀 (2014)
- 나우탄키 살라! (2013)
- 빅키 도너 (2012)